# Севастопольська вулиця (Дніпро)
Севастопольська вулиця — вулиця у Соборному районі міста Дніпро на Горі у Табірній його частині. Севастопольською вулицею прокладена трамвайна колія. Вулиці є продовженням осі Бригадної вулиці.
Довжина 1200 метрів.
Севастопольська вулиця отримала назву через військові шпиталі поранених (переважно з боїв під Севастополем) часів Кримської війни й влаштоване Севастопольське кладовище померлих від ран, що тепер називається Севастопольським парком.

## Перехресні вулиці
- Бригадна вулиця,
- вулиця Чернишевського,
- Глобинська вулиця,
- Феодосійська вулиця,
- Медична вулиця,
- вулиця Лєшка-Попеля,
- Білгородська вулиця,
- вулиця Баха,
- вулиця Марії Кюрі,
- проспект Гагаріна.

## Будівлі
- № 15 — дитячий садок № 164 «Берізка»,
- № 17 — Корпус суспільних наук Дніпровського медичного університету № 4;
- № 17 корпус 4 — гуртожиток № 3 Дніпровського медичного університету;
- № 17а — їдальня ДДМА;
- № 17в — гуртожиток № 4 Дніпровського медичного університету;
- № 17г — спорткомплекс медичної академії;
- № 17д — будівля басейну;
- № 17є — віварій;
- № 19 — Меморіальна дошка на честь студентів-підпільників; Присяга радянського лікаря; Алея вчених-медиків; Меморіальний комплекс; Морфологічний корпус ДДМА;
- № 32 — санаторій-профілакторій «Мрія»; гуртожиток № 1 Дніпровського медичного університету;

На Севастопольській вулиці розташовані: Меморіальна дошка лікаря І. В. Лєшко-Попеля, Монумент захистникам Севастополя часів Кримської війни, Пам'ятник Іванові Манжурі.